# Melodifestivalen 2017
Il Melodifestivalen 2017 si è svolto dal 4 febbraio al 11 marzo 2017 con finale a Stoccolma, presso la Friends Arena. 
Si tratta della 57ª edizione del concorso canoro, che ha decretato il rappresentante della Svezia all'Eurovision Song Contest 2017.
I presentatori di quest'edizione sono stati Clara Henry, David Lindgren e Hasse Andersson.
La gara è stata vinta da Robin Bengtsson con il brano I Can't Go On, che poi si è classificato 5° all'Eurovision Song Contest.

## Organizzazione

### Città e sedi
Per la sedicesima volta nella storia del Melodifestivalen le semifinali si svolgeranno in diverse città della Svezia. 
Le città che hanno ospitato lo show sono state:
| Data             | Evento                      | Città      | Sede                   | Immagine |
| ---------------- | --------------------------- | ---------- | ---------------------- | -------- |
| 4 febbraio 2017  | Semifinale 1                | Göteborg   | Scandinavium           |          |
| 11 febbraio 2017 | Semifinale 2                | Malmö      | Malmö Arena            |          |
| 18 febbraio 2017 | Semifinale 3                | Växjö      | Vida Arena             |          |
| 25 febbraio 2017 | Semifinale 4                | Skellefteå | Skellefteå Kraft Arena |          |
| 4 marzo 2017     | Andra Chansen (Ripescaggio) | Linköping  | Saab Arena             |          |
| 11 marzo 2017    | Finale                      | Stoccolma  | Friends Arena          |          |

## Partecipanti
| Artista                           | Titolo                                                  | Lingua  | Compositori                                                                                           |
| --------------------------------- | ------------------------------------------------------- | ------- | --- |
| Ace Wilder                        | Wild Child                                              | Inglese | Peter Boström, Thomas G:son, Ace Wilder                                                               |
| Adrijana                          | Amare                                                   | Svedese | Adrijana Krasniqi, Martin Tjärnberg                                                                   |
| Alice                             | Running with Lions                                      | Inglese | Anderz Wrethov, Andreas ”Stone” Johansson, Denniz Jamm, Alice Svensson                                |
| Allyawan                          | Vart har du vart                                        | Svedese | Masse Salazar, Samuel Nazari                                                                          |
| Anton Hagman                      | Kiss You Goodbye                                        | Inglese | Christian Fast, Tim Schou, Henrik Nordenback                                                          |
| Axel Schylström                   | När ingen ser                                           | Svedese | Behshad Ashnai, Axel Schylström, David Strääf                                                         |
| Bella & Filippa                   | Crucified                                               | Inglese | Peter Hägerås, Mats Frisell, Jakob Stadell, Filippa Frisell, Isabella Snihs                           |
| Benjamin Ingrosso                 | Good Lovin                                              | Inglese | Benjamin Ingrosso, Louis Schoorl, Matt Pardon, MAG                                                    |
| Boris René                        | Her Kiss                                                | Inglese | Tim Larsson, Tobias Lundgren                                                                          |
| Charlotte Perrelli                | Mitt liv                                                | Svedese | Charlotte Perrelli, Lars Hägglund                                                                     |
| De Vet Du                         | Road Trip                                               | Svedese | Johan Gunterberg, Christopher Martland                                                                |
| Dinah Nah                         | One More Night                                          | Inglese | Thomas G:son, Jimmy Jansson, Dinah Nah, Dr. Alban                                                     |
| Dismissed                         | Hearts Align                                            | Inglese | Ola Salo, Peter Kvint                                                                                 |
| Etzia                             | Up                                                      | Inglese | Johnny Sanchez, Hanif Sabzevari, Simon Gribbe, Erica Haylett                                          |
| FO&O                              | Gotta Thing About You                                   | Inglese | Robert "Mutt" Lange, Tony Nilsson                                                                     |
| Jasmine Kara                      | Gravity                                                 | Inglese | Anderz Wrethov, Jasmine Kara                                                                          |
| Jon Henrik Fjällgren feat. Aninia | En värld full av strider (Eatneme gusnie jeenh dåaroeh) | Svedese | Jon Henrik Fjällgren, Sara Biglert, Christian Schneider, Andreas Hedlund                              |
| Krista Siegfrids                  | Snurra min jord                                         | Svedese | Krista Siegfrids, Gustaf Svenungsson, Magnus Wallin, Gabriel Alares                                   |
| Les Gordons                       | Bound to Fall                                           | Inglese | Jonatan Renström, Albert Björliden, Andreas Persson, Carl Ragnemyr, David Runebjörk, Jimmy Jansson    |
| Lisa Ajax                         | I Don't Give A                                          | Inglese | Ola Svensson, Linnea Deb, Joy Deb, Anton Hård af Segerstad                                            |
| Loreen                            | Statements                                              | Inglese | Lorine Talhaoui, Anton Hård af Segerstad, Joy Deb, Linnea Deb                                         |
| Mariette                          | A Million Years                                         | Inglese | Thomas G:son, Johanna Jansson, Peter Boström, Mariette Hansson, Jenny Hansson                         |
| Nano                              | Hold On                                                 | Inglese | Nano Omar, Gino Yonan, Ayak, Carl Rydén, Christoffer Belaieff, Rikard de Bruin, David Francis Jackson |
| Owe Thörnqvist                    | Boogieman Blues                                         | Svedese | Owe Thörnqvist                                                                                        |
| Robin Bengtsson                   | I Can't Go On                                           | Inglese | David Kreuger, Hamed ”K-One” Pirouzpanah, Robin Stjernberg                                            |
| Roger Pontare                     | Himmel och hav                                          | Svedese | Thomas G:son, Alexzandra Wickman                                                                      |
| Sara Varga & Juha Mulari          | Du får inte ändra på mig                                | Svedese | Sara Varga, Lars Hägglund                                                                             |
| Wiktoria                          | As I Lay Me Down                                        | Inglese | Justin Forrest, Jonas Wallin, Lauren Dyson                                                            |

## Semifinali

### Prima Semifinale
La prima semifinale si è svolta presso lo Scandinavium di Göteborg, ed ha visto competere i primi 7 artisti.
I primi due, che passano automaticamente alla finale, sono Nano ed Ace Wilder, mentre andranno al ripescaggio Boris René ed i De Vet Du.
| Ordine | Artista            | Titolo         | Posizione |
| ------ | ------------------ | -------------- | --------- |
| 1      | Boris René         | Her Kiss       | 3         |
| 2      | Adrijana           | Amare          | 6         |
| 3      | Dinah Nah          | One More Night | 5         |
| 4      | De Vet Du          | Road Trip      | 4         |
| 5      | Charlotte Perrelli | Mitt liv       | 7         |
| 6      | Ace Wilder         | Wild Child     | 2         |
| 7      | Nano               | Hold On        | 1         |

### Seconda Semifinale
La seconda semifinale si è tenuta presso la Malmö Arena, che in passato ha ospitato l'Eurovision Song Contest 2013.
I primi due, che passano automaticamente alla finale, sono Mariette e Benjamin Ingrosso, mentre andranno al ripescaggio Lisa Ajax ed i Dismissed.
| Ordine | Artista           | Titolo           | Posizione |
| ------ | ----------------- | ---------------- | --------- |
| 1      | Mariette          | A Million Years  | 1         |
| 2      | Roger Pontare     | Himmel och hav   | 5         |
| 3      | Etzia             | Up               | 6         |
| 4      | Allyawan          | Vart har du vart | 7         |
| 5      | Dismissed         | Hearts Align     | 4         |
| 6      | Lisa Ajax         | I Don't Give A   | 3         |
| 7      | Benjamin Ingrosso | Good Lovin       | 2         |

### Terza semifinale
La terza semifinale è stata ospitata dalla Vida Arena di Växjö, che per la prima volta ha ospitato una semifinale del Melodifestivalen.
I primi due, che passano automaticamente alla finale, sono Robin Bengtsson e Owe Thörnqvist, mentre andranno al ripescaggio i FO&O ed Anthon Hagman.
| Ordine | Artista          | Titolo                | Posizione |
| ------ | ---------------- | --------------------- | --------- |
| 1      | Robin Bengtsson  | I Can't Go On         | 1         |
| 2      | Krista Siegfrids | Snurra min jord       | 7         |
| 3      | Anthon Hagman    | Kiss You Goodbye      | 4         |
| 4      | Jasmine Cara     | Gravity               | 6         |
| 5      | Owe Thörnqvist   | Boogieman Blues       | 2         |
| 6      | Bella & Filippa  | Crucified             | 5         |
| 7      | FO&O             | Gotta Thing About You | 3         |

### Quarta Semifinale
L'ultima semifinale si è tenuta per la prima volta presso la Skellefteå Kraft Arena di Skellefteå.
I primi due, che passano automaticamente alla finale, sono Wiktoria e Jon Henrik Fjällgren feat. Aninia, mentre andranno al ripescaggio Loreen ed Axel Schylström.
| Ordine | Artista                       | Titolo                                                  | Posizione |
| ------ | ----------------------------- | ------------------------------------------------------- | --------- |
| 1      | Jon Henrik Fjällgren & Aninia | En värld full av strider (Eatneme gusnie jeenh dåaroeh) | 2         |
| 2      | Alice                         | Running With Lions                                      | 5         |
| 3      | Les Gordons                   | Bound to Fall                                           | 6         |
| 4      | Wiktoria                      | As I Lay Me Down                                        | 1         |
| 5      | Axel Schylström               | När ingen ser                                           | 4         |
| 6      | Sara Varga & Juha Mulari      | Du får inte ändra på mig                                | 7         |
| 7      | Loreen                        | Statements                                              | 3         |

## Ripescaggi

### Duelli
Il ripescaggio si è tenuto, sempre per la prima volta, al Saab Center di Linköping.
Rimane invariato il sistema dei ripescaggi, che ha mandato in finale quattro partecipanti, tramite quattro duelli.
| Duello | Ordine | Artista         | Titolo                | Punteggio |
| ------ | ------ | --------------- | --------------------- | --------- |
| I      | 1      | FO&O            | Gotta Thing About You | 970 831   |
| I      | 2      | De Vet Du       | Road Trip             | 860 182   |
| II     | 1      | Axel Schylström | När ingen ser         | 926 610   |
| II     | 2      | Lisa Ajax       | I Don't Give A        | 932 362   |
| III    | 1      | Boris René      | Her Kiss              | 1 061 289 |
| III    | 2      | Dismissed       | Hearts Align          | 607 015   |
| IV     | 1      | Anton Hagman    | Kiss You Goodbye      | 975 547   |
| IV     | 2      | Loreen          | Statements            | 889 873   |

## Finale
La finale si è svolta il 11 marzo 2017 presso la Friends Arena di Stoccolma.
| #  | Artista                           | Titolo                                                  | Punteggio | Punteggio | Punteggio | Posizione |
| #  | Artista                           | Titolo                                                  | Giurie    | Televoto  | Totale    | Posizione |
| -- | --------------------------------- | ------------------------------------------------------- | --------- | --------- | --------- | --------- |
| 1  | Ace Wilder                        | Wild Child                                              | 35        | 32        | 67        | 7         |
| 2  | Boris René                        | Her Kiss                                                | 35        | 31        | 66        | 8         |
| 3  | Lisa Ajax                         | I Don't Give A                                          | 10        | 30        | 40        | 9         |
| 4  | Robin Bengtsson                   | I Can't Go On                                           | 96        | 50        | 146       | 1         |
| 5  | Jon Henrik Fjällgren feat. Aninia | En värld full av strider (Eatneme gusnie jeenh dåaroeh) | 56        | 49        | 105       | 3         |
| 6  | Anton Hagman                      | Kiss You Goodbye                                        | 6         | 37        | 43        | 10        |
| 7  | Mariette                          | A Million Years                                         | 62        | 37        | 99        | 4         |
| 8  | FO&O                              | Gotta Thing About You                                   | 7         | 34        | 41        | 11        |
| 9  | Nano                              | Hold On                                                 | 76        | 57        | 133       | 2         |
| 10 | Wiktoria                          | As I Lay Me Down                                        | 29        | 51        | 80        | 6         |
| 11 | Benjamin Ingrosso                 | Good Lovin                                              | 54        | 33        | 87        | 5         |
| 12 | Owe Thörnqvist                    | Boogieman Blues                                         | 1         | 32        | 33        | 12        |